# EHC Red Bull München
EHC Red Bull München är ett professionellt ishockeylag från München i Tyskland som spelar i Deutsche Eishockey Liga (DEL).
Efter grundandet av klubben Eishockeyclub HC München 1998 den 19 januari 1998 började HC München spela i Bezirksliga, där de vann distriktsmästerskapet.
Klubben avancerade snabbt upp i det tyska seriesystemet under sitt första årtionde och vann ligatitlar i Bayernliga. År 2003 bytte klubben namn till Eishockeyclub München (EHC München). Efter avancemanget 2003 från Bayernliga blev representationslaget år 2004 separerat från övriga klubben till EHC München Spielbetriebs GmbH. Laget spelade upp sig i  2.Bundesliga och vann mästerskapet 2010.
I juli 2010 hade EHC München avancerat upp till Tysklands högsta liga, Deutsche Eishockey Liga (DEL). Dessutom lyckades klubben nå slutspel i sin första säsong i DEL. Efter ekonomiska problem fick laget år 2012 en ny sponsor och bytte namn till EHC Red Bull München. Från den 1 maj 2013 ägs bolaget och laget av Red Bull Company och även bolaget bytte namn till EHC Red Bull München GmbH.
2019 var laget i final i Champions Hockey League. Laget blev därmed det första tyska laget någonsin att nå final i denna turnering.